# Monument a Julio Antonio
El Monument a Julio Antonio és una escultura dins del nucli urbà de la població de Móra d'Ebre, a la banda de migdia del nucli antic de la vila, en un dels laterals de la plaça de Dalt. Aquesta escultura la va fer el cosí de Julio Antonio, Santiago Costa, l'any 1929. es va realitzar per subscripció popular promoguda per la revista de Móra d'Ebre. L'any 1995 es va remodelar la plaça.
Monument format per un bust de bronze de Julio Antonio, situat damunt d'un alt pedestal de planta trapezoïdal amb basament, bastit en carreus de pedra ben escairats i gravat amb la inscripció "MÓRA D'EBRE A JULIO ANTONIO". Darrere del bust hi ha una figura femenina de cos sencer, nua i realitzada en pedra, que sosté un teixit vegetal a manera de capa, i es presenta en actitud protectora i d'homenatge cap al personatge central.
Julio Antonio va néixer a Móra d'Ebre el 1889 i morí a la Residència de Villa Luz de Madrid. Estudià a Tarragona amb el professor Mariano Pedrol i a Barcelona amb l'escultor Fèlix Ferrer, també de Móra d'Ebre. El 1907 a Madrid estudià amb l'escultor català Miquel Blay. El 1909 la Diputació de Tarragona pagà els seus estudis a Itàlia. Són obres seves: "Los bustos de la raza", Rosa Maria, "Minero de Almadén", etc. El 1911 guanyà el concurs del Monument als Herois de la Independència de Tarragona. El 1912 fa els monuments a Saavedra a Tarragona i a Wagner a Madrid. El 1917 inaugura el monument a Goya a Fuendetodos i el "Chapí" de Madrid. En 1919 fa la seva obra genial: el Mausoleu Lemonier.